# مارینا سورا
مارینا سورا (انگلیسی: Marina Severa; ۱ ژانویهٔ ۰۳۵۰ – ۱ ژانویهٔ ۰۳۰۱) ملکه روم باستان و همسر اول امپراتور والنتینیان یکم بود. او مادر امپراتور بعدی گراتیان بود. نام کامل او ناشناخته است. مارینا سورا ترکیبی از دو نام ذکر شده در منابع اولیه است. سقراط بیزانسی او را «سورا» می‌نامد در حالی که یوحنا مالالاس، و یوحنای نیکیویی او را "مارینا " می‌نامند.